# 十六烷基三甲基对甲苯磺酸铵
十六烷基三甲基对甲苯磺酸铵是一种季铵盐，化学式为C26H49NO3S，为白色粉末，其25 °C时的临界胶束浓度为0.01 wt%，20 °C时饱和水溶液的pH为6~8。它可用于溶液的流变性研究，或者作为表面活性剂来使用。